# Esmée Denters
Esmée Denters (Westervoort, Países Baixos, 28 de Setembro de 1988), é uma cantora e compositora dos Países Baixos, fluente em holandês e inglês.
Quando criança, Denters apaixonou-se pelos CDs de Stevie Wonder que pertenciam ao seu pai. Aos 17, divulgou algumas performances de músicas originalmente cantadas por artistas contemporâneos no YouTube, que foram gravados em sua própria casa no subúrbio de Oosterbeek. Segundo Esmée, ela havia visto diversos vídeos de aspirantes a cantores no site de compartilhamento de vídeos, e daí surgiu a ideia de fazê-lo. Ela estava interessada no que as pessoas diriam a respeito de sua voz, pois tinha a intenção de seguir carreira como cantora. Quando os vídeos passaram a ser vistos por um grande número de internautas, estes começaram a fazer pedidos para que Esmée cantasse determinadas músicas, inclusive escritas por si mesma. Em cerca de 9 semanas, os vídeos de Esmée haviam sido assistidos por 21 milhões de telespectadores.
Com a vinda da popularidade, surgiram oportunidades. Justin Timberlake a procurou 6 semanas após os vídeos da neerlandesa começarem a surgir, mas foi a suavidade de sua voz, carisma e capacidade de escrever que o fizeram colocá-la em sua gravadora, produzir ou coproduzir a grande maioria das faixas do primeiro álbum de Esmée. Timberlake, presidente da Tennman Records, disseː "Uma das razões de eu ter começado uma gravadora é estar apto a descobrir e mentorear novos talentos, e estou tendo uma ótima experiência em guiar Esmée ao desenvolvimento (como artista). Estive produzindo músicas para ela e trabalhado com outros maravilhosos colaboradores no álbum dela, e eu vi sua capacidade de escrever músicas indo para outro nível. Algumas pessoas têm, outras não - mas esta garota é realmente capaz!"
O primeiro single de Esmée, "Outta Here", foi lançado dia 19 de Abril de 2009 em seu país de origem, mais tarde na Bélgica, Reino Unido e Nova Zelândia. Conta com batidas urbanas, letra popular e atitude, ela o explica como uma poderosa música com uma melodia viciante e além disso, com uma forte mensagem a ser passada. O álbum que recebeu o mesmo nome do primeiro single, foi lançado em Maio de 2009 nos Países Baixos e em Janeiro de 2010 no Reino Unido. É classificado como uma mistura entre o Pop e o R&B.
Ela se apresentou na Europa e Estados Unidos em vários shows com artistas famosos e promoveu seu álbum, conquistando fãs por todo mundo. Ela já abriu shows de turnês de artistas como Ne-Yo, Justin Timberlake e Enrique Iglesias. O primeiro single do seu álbum foi "Outta Here" e segundo single foi "Admit It". O seu terceiro single foi "Love Dealer", que conta com a participação de Timberlake. Também fez uma participação especial em uma música de ChipMunk, intutilada por "Until You Were Gone".

## Discografia
- Outta Here (2009, Tennman Records)

- 1.Admit It
- 2. Victim
- 3. Outta Here
- 4. Love Dealer (feat. Justin Timberlake)
- 5. Gravity
- 6. What If
- 7. Memories Turn to Dust
- 8. Getting Over You
- 9. Just Can't Have It
- 10. The First Thing
- 11. Casanova (feat. Justin Timberlake)
- 12. Bigger Than the World

### Bonus Track
- 13. "Sad Symphony"

## Singles
- Outta Here
- Admit It
- Until You Were Gone (Chipmunk feat. Esmée Denters)
- Love Dealer (ft. Justin Timberlake)

## Videografia
- Outta Here
- Admit It
- Until You Were Gone (Chipmunk feat. Esmée Denters)
- Love Dealer (ft. Justin Timberlake)